# Beggingen
Beggingen es una comuna suiza del cantón de Schaffhausen. Limita al norte con la comuna de Blumberg (DE-BW), al este con Merishausen, al sur con Schaffhausen, y al oeste Schleitheim.